# جوائز فخر الأمة الذهبية
جوائز فخر الأمة الذهبية (باللغة الأردية: پرائڈ آف دی نیشن گولڈ میڈل ایوارز) هي الجوائز السنوية لمؤسسة الصحفيين الباكستانية وهي واحدة من أفضل الجوائز لتكريم الشخصيات البارزة في الباكستان. كانت الجوائز الأولى قدمه السيد ذو الفقار علي مالك، رئيس مؤسسة الصحفيين الباكستانية في عام 2004، بهدف التعرف على إنجازات أولئك الذين عملوا في باكستان. أقيم حفل توزيع الجوائز الأول في 7 ديسمبر 2004 في إسلام آباد. منذ ذلك الحين  تم تقديم الجوائز سنويًا.
جوائز فخر الأمة الذهبية هي تكريم صحفي منظم من باكستان. وهي أعلى وسام صحفي يُمنح لأي مدني في باكستان بناءً على إنجازاته. الجائزة مقصورة على مواطني باكستان الذين قدموا خدمات جليلة لباكستان.

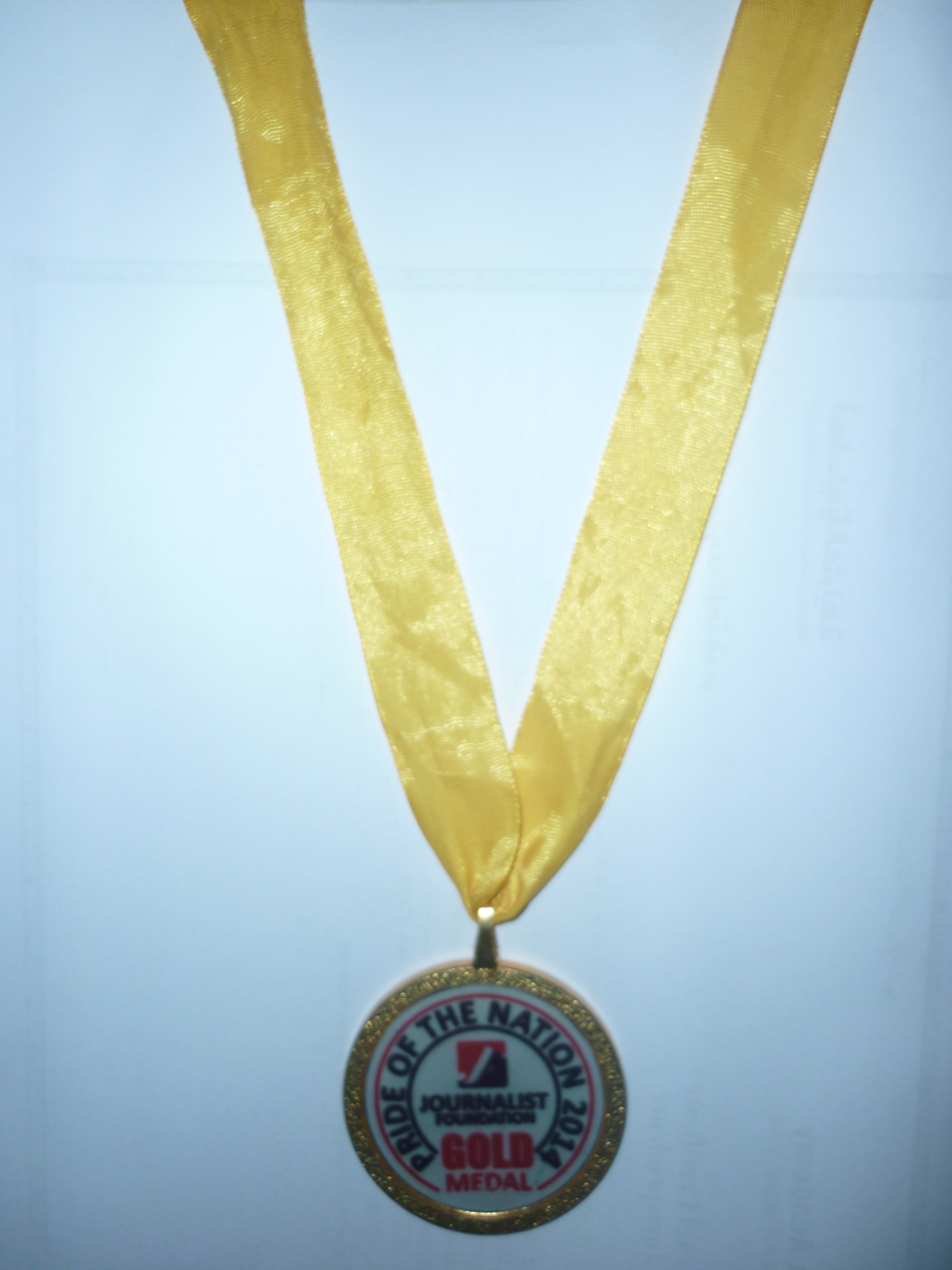
الميدالية الذهبية لمؤسسة الصحفي